# Urania
Urania (род Урания) — род дневных тропических бабочек (Чешуекрылые) из семейства Урании (Uraniidae).

## Описание
Средних размеров бабочки.

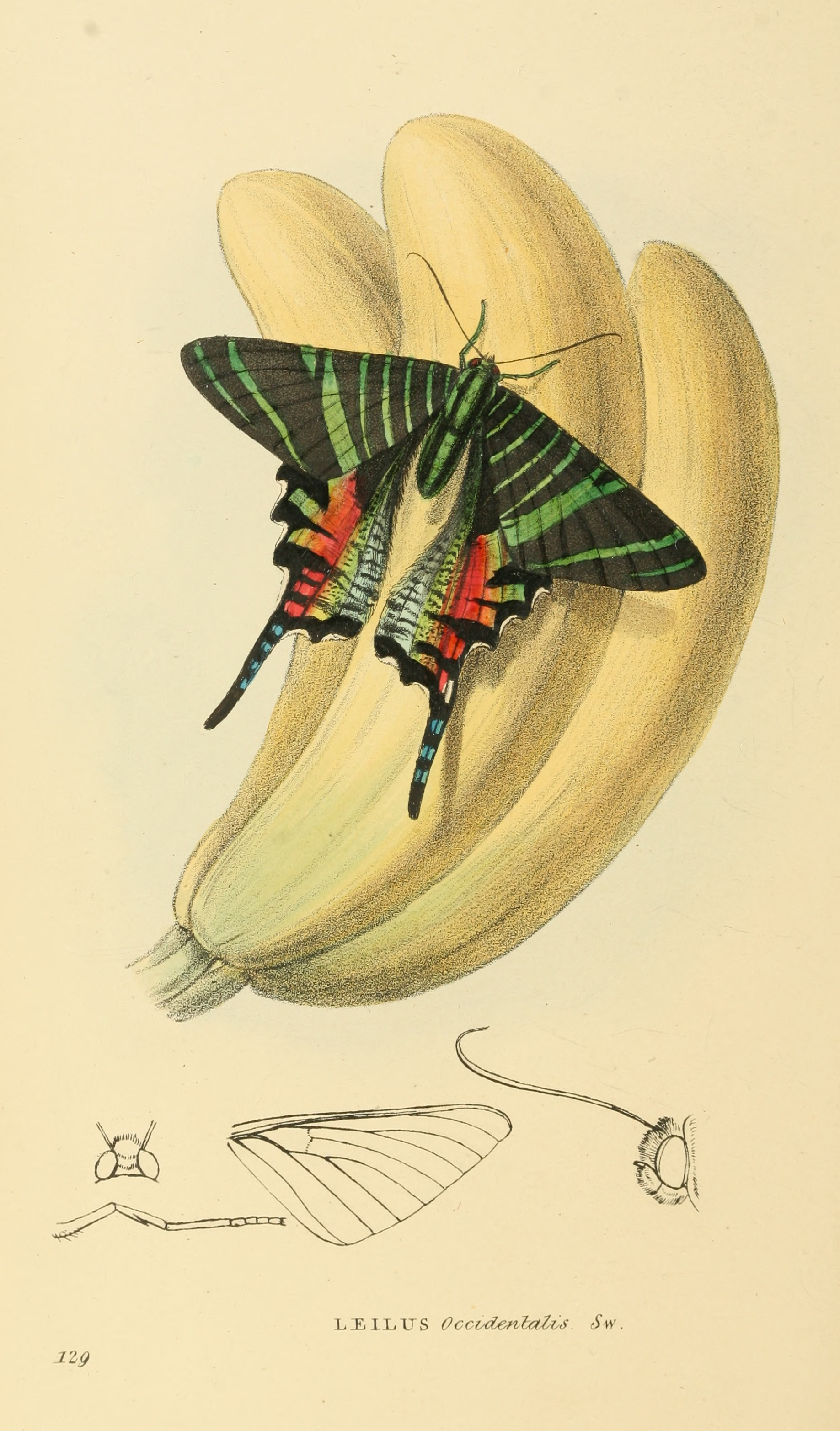
Бабочка рода Урания

Тело относительно тонкое, слабо опушенное.
Крылья:
- относительно широкие
- имеются длинные выросты на задних крыльях, образованные за счет удлинения жилки М3.
- основной фон крыльев чёрного цвета с полосами зелёного и грязно-белого цвета.

Губные щупики хорошо развитые.
Усики жгутиковидные, часто утолщаются к середине.
Активны днём.

## Виды
Основные виды рода Урания:
- Urania boisduvalii Guérin-Meneville, 1829 — (Куба)
- Urania brasiliensis Swainson, 1833 — (Бразилия)
- Urania leilus Linnaeus, 1758 — (Северная часть Южной Америки)
- Urania fulgens Walker, 1854 — (Мексика, Центральная Америка, северная часть Южной Америки)
- Urania poeyi Herrich-Schäffer, 1866 — (Куба), эндемик
- †Urania sloanus Cramer, 1779 — (Ямайка), вымер.